# Goduine Koyalipou
Goduine Koyalipou (* 15. Februar 2000 in Bangui) ist ein zentralafrikanisch-französischer Fußballspieler.

## Karriere

### Verein
Koyalipou wurde in der Hauptstadt der Zentralafrikanischen Republik, Bangui, geboren und zog später nach Frankreich. Anfang des Jahres 2008 trat er der Jugendabteilung von Chamois Niort bei. Im Januar 2017 spielte er erstmals für die zweite Mannschaft im fünftklassigen CFA 2. Bis Saisonende kam er zu drei Einsätzen für die Reserve. In der folgenden Spielzeit spielte er 14-mal in der zuvor in National 3 umbenannten fünften Liga und schoss dabei vier Tore. Zudem gab er im Dezember 2017 bei der 1:2-Niederlage gegen Stade Reims sein Debüt für die erste Mannschaft in der Ligue 2, als er wenige Minuten vor Spielende für Laurent Agouazi eingewechselt wurde. Bis Saisonende bestritt er 14 Partien für die Profis und erzielte dabei drei Treffer. Im Sommer 2018 wurde er in den festen Kader der ersten Mannschaft befördert, kam jedoch in den folgenden Jahren vereinzelt weiterhin für die Reserve zum Einsatz. Bis Saisonende absolvierte er 19 Spiele in der zweithöchsten französischen Spielklasse und traf dabei dreimal. In der nächsten Saison wurde der Mittelfeldspieler 18-mal in der Ligue 2 eingesetzt. Nachdem er in der Saison 2020/21 lediglich zu sechs Ligaeinsätzen für die Profis gekommen war, wechselte er im Sommer 2021 in die Schweiz zum Erstligisten FC Lausanne-Sport. Von dort wurde er Anfang 2023 für ein halbes Jahr an den heimischen Drittligisten US Avranches verliehen. Nach seiner Rückkehr folgte im Sommer 2023 der Wechsel zum SK Beveren. Dort schoss er in 30 Ligaspielen 16 Treffer und wurde damit Torschützenkönig der belgischen Division 1B. Nur ein Jahr später folgte der Wechsel zum bulgarischen Rekordmeister ZSKA Sofia. Auch hier schoss er in der folgenden Hinrunde in 16 Partien 14 Tore und wechselte nach nur einem halben Jahr zurück in seine französische Heimat und schloss sich dem RC Lens aus der Ligue 1 an.

### Nationalmannschaft
Koyalipou bestritt 2018 insgesamt fünf Spiele für die französischen U-18- und U-19-Auswahlen und schoss dabei vier Tore. Am 7. September 2023 debütierte er dann für sein Geburtsland, die Zentralafrikanische Republik, bei einem Qualifikationsspiel zum Afrika-Cup gegen Ghana (1:2). Fast ein Jahr später traf er im selben Wettbewerb gegen Lesotho (3:1) auch erstmals für die Auswahl.

## Auszeichnungen
- Torschützenkönig der belgischen Division 1B: 2023/24 (16 Tore)